# Collar antiparasitario

Geraniol, un efectivo repelente de insectos, empleado en ciertos collares.

Los collares antiparasitarios  para los animales de compañía, son un unos collares impregnados con productos químicos repelentes (p.e. el Geraniol ), que se ponen en el cuello de las mascotas (particularmente, gatos y perros ) para alejar a los parásitos, como pulgas y garrapatas o incluso ante el peligro de leishmaniasis .

## Actuación
Estos collares liberan de forma lenta y controlada productos químicos que mantienen los parásitos lejos de los animales y su entorno durante algún tiempo, hasta que pierden su efectividad y deben ser reemplazados por un collar nuevo. También hay collares con repelentes naturales como la Azadirachta Índica, sin productos químicos añadidos, para los animales más sensibles.